# Geoffrey Copleston
Geoffrey Copleston (Manchester, 18 marzo 1921 – Roma, 6 ottobre 1998) è stato un attore britannico, attivo soprattutto in Italia.

## Biografia
Attore caratterista, è apparso in un gran numero di film italiani, spesso interpretando il ruolo dello "straniero in Italia". Le sue origini lo hanno relegato a ruoli di secondo piano: aristocratico straniero, console in visita, turista in vacanza. Uno dei suoi ruoli più importanti è stato quello di Alfredo Ravanusa in La piovra e La piovra 2. Nel 1984 ha partecipato al film Vediamoci chiaro. 
Muore a Roma il 6 ottobre 1998; riposa al cimitero di Anzio.

## Filmografia

### Cinema
- Guerra e pace (War and Peace), regia di King Vidor (1956)
- James Tont operazione U.N.O., regia di Bruno Corbucci (1965)
- James Tont operazione D.U.E., regia di Bruno Corbucci (1966)
- Io, io, io... e gli altri, regia di Alessandro Blasetti (1966)
- Due marines e un generale, regia di Luigi Scattini (1965)
- 7 donne d'oro contro due 07 (7 Golden Women Against Two 07), regia di Vincenzo Cascino (1966)
- Perry Grant agente di ferro, regia di Luigi Capuano (1966)
- Superargo contro Diabolikus, regia di Nick Nostro (1966)
- Un fiume di dollari, regia di Carlo Lizzani (1967)
- Riderà (Cuore matto), regia di Bruno Corbucci (1967)
- Matchless, regia di Alberto Lattuada (1967)
- Sette volte sette, regia di Michele Lupo (1968)
- Il profeta, regia di Dino Risi (1968)
- Tenderly, regia di Franco Brusati (1968)
- La battaglia di El Alamein, regia di Giorgio Ferroni (1969)
- Una sull'altra, regia di Lucio Fulci (1969)
- Un detective, regia di Romolo Guerrieri (1969)
- Scipione detto anche l'Africano, regia di Luigi Magni (1971)
- Pane e cioccolata, regia di Franco Brusati (1973)
- Il portiere di notte, regia di Liliana Cavani (1974)
- Giubbe rosse, regia di Joe D'Amato (1975)
- Salon Kitty, regia di Tinto Brass (1975)
- Nina (A Matter of Time), regia di Vincente Minnelli (1976)
- Il genio (Le Grand escogriffe), regia di Claude Pinoteau (1976)
- Mimì Bluette... fiore del mio giardino, regia di Carlo Di Palma (1977)
- Napoli si ribella, regia di Michele Massimo Tarantini (1977)
- Emanuelle e gli ultimi cannibali, regia di Joe D'Amato (1977)
- Il grande attacco, regia di Umberto Lenzi (1978)
- Sahara Cross, regia di Tonino Valerii (1978)
- Io tigro, tu tigri, egli tigra, regia di Giorgio Capitani, terzo episodio (1978)
- Un poliziotto scomodo, regia di Stelvio Massi (1978)
- Aragosta a colazione, regia di Giorgio Capitani (1979)
- Viaggio con Anita, regia di Mario Monicelli (1979)
- Dottor Jekyll e gentile signora, regia di Steno (1979)
- Mani di velluto, regia di Castellano e Pipolo (1979)
- L'uomo puma, regia di Alberto De Martino (1980)
- S.H.E. - La volpe, il lupo, l'oca selvaggia (S.H.E: Security Hazards Expert), regia di Robert Michael Lewis (1980)
- L'avvertimento, regia di Damiano Damiani (1980)
- Razza selvaggia, regia di Pasquale Squitieri (1980)
- Incubo sulla città contaminata, regia di Umberto Lenzi (1980)
- Mia moglie è una strega, regia di Castellano e Pipolo (1980)
- Buona come il pane, regia di Riccardo Sesani (1981)
- Bianco, rosso e Verdone, regia di Carlo Verdone (1981)
- Black Cat (Gatto nero), regia di Lucio Fulci (1981)
- Bollenti spiriti, regia di Giorgio Capitani (1981)
- La poliziotta a New York, regia di Michele Massimo Tarantini (1981)
- Dio li fa poi li accoppia, regia di Steno (1982)
- 1990 - I guerrieri del Bronx, regia di Enzo G. Castellari (1982)
- Notturno, regia di Giorgio Bontempi (1983)
- Stangata napoletana, regia di Vittorio Caprioli (1983)
- Il tassinaro, regia di Alberto Sordi (1983)
- Cento giorni a Palermo, regia di Giuseppe Ferrara (1984)
- Vediamoci chiaro, regia di Luciano Salce (1984)
- Assisi Underground, regia di Alexander Ramati (1985)
- Scemo di guerra, regia di Dino Risi (1985)
- Squadra selvaggia, regia di Umberto Lenzi (1985)
- Asilo di polizia, regia di Filippo Ottoni (1986)
- Il ventre dell'architetto (The Belly of an Architect), regia di Peter Greenaway (1987)
- Il siciliano (The Sicilian), regia di Michael Cimino (1987)
- Robot Jox, regia di Stuart Gordon (1989)
- Willy Signori e vengo da lontano, regia di Francesco Nuti (1989)
- L'amante scomoda, regia di Luigi Russo (1989)
- C'è posto per tutti, regia di Giancarlo Planta (1990)
- Il sole buio, regia di Damiano Damiani (1990)
- The Black Cobra 3, regia di Edoardo Margheriti (1990)
- Frankenstein oltre le frontiere del tempo (Frankenstein Unbound), regia di Roger Corman (1990)
- Il pozzo e il pendolo (The Pit and the Pendulum), regia di Stuart Gordon (1991)
- Klon, regia di Lino Del Fra (1993)
- La ragnatela del silenzio - A.I.D.S., regia di Leandro Lucchetti (1994)
- Fatal Frames - Fotogrammi mortali (Fatal Frames), regia di Al Festa (1997)

### Televisione
- Conrad Nagel Theater – serie TV, episodio 1x21 (1955)
- Sam & Sally (Sam et Sally) – serie TV, episodio 1x06 (1978)
- Il ritorno di Simon Templar (Return of the Saint) – serie TV, episodio 1x22 (1979)
- Il caso Graziosi, regia di Michele Massa – film TV (1981)
- Il treno per Istanbul – miniserie TV, episodio 1x01 (1981)
- La nouvelle malle des Indes – miniserie TV (1981)
- Don Luigi Sturzo, regia di Giovanni Fago – miniserie TV, episodio 1x02 (1981)
- Verdi, regia di Renato Castellani – miniserie TV, 2 puntate (1982)
- Venti di guerra (The Winds of War), regia di Dan Curtis – miniserie TV, 1 episodio (1983)
- All'ombra della grande quercia, regia di Alfredo Giannetti (1984)
- La piovra, regia di Damiano Damiani – miniserie TV, 9 episodi (1984)
- La piovra 2, regia di Florestano Vancini – miniserie TV (1986)
- Big Man – serie TV, 6 episodi (1988)
- La moglie ingenua e il marito malato, regia di Mario Monicelli – film TV (1989)
- In due si ama meglio (A Fine Romance), regia di Richard Franklin – sitcom, episodio 1x01 (1989)
- Classe di ferro – serie TV, episodio 1x09 (1989)
- I promessi sposi, regia di Salvatore Nocita – miniserie TV, 3 puntate (1989)
- Il gorilla – serie TV, episodio 1x13 (1990)
- La primavera di Michelangelo (A Season of Giants), regia di Jerry London – miniserie TV (1991)
- Killer Rules, regia di Robert Ellis Miller – film TV (1993)

## Doppiatori italiani
- Paolo Lombardi in Nina, Mia moglie è una strega
- Sergio Fiorentini in Dottor Jekyll e gentile signora
- Carlo Alighiero in Cento giorni a Palermo
- Arturo Dominici in Black Cat (Gatto nero)
- Luigi Montini in Vediamoci chiaro
- Giampiero Albertini in Assisi Underground
- Max Turilli in Scemo di guerra
- Antonio Guidi in Emanuelle e gli ultimi cannibali